# Prestbury (Cheshire)
Pour les articles homonymes, voir Prestbury.
Prestbury est une localité anglaise située dans le comté de Cheshire.